# Philodendron montanum
Philodendron montanum är en kallaväxtart som beskrevs av Adolf Engler. Philodendron montanum ingår i släktet Philodendron och familjen kallaväxter.
Artens utbredningsområde är Colombia. Inga underarter finns listade.